# Ludomir Tarkowski
Ludomir Mieczysław Tarkowski (ur. 12 sierpnia 1897 w Działoszycach, zm. 22 maja 1944 pod Piedimonte San Germano) – kapitan piechoty Wojska Polskiego II RP, major Polskich Sił Zbrojnych.

## Życiorys
Ludomir Tarkowski urodził się 12 sierpnia 1897 w Działoszycach. 
Po zakończeniu I wojny światowej został przyjęty do Wojska Polskiego. Został awansowany na stopień porucznika piechoty ze starszeństwem z dniem 1 czerwca 1921. W latach 20. był oficerem 81 pułku piechoty w Grodnie. W 1932 w dyspozycji szefa Departamentu Piechoty Ministerstwa Spraw Wojskowych. W latach 30. został awansowany na stopień kapitana. W 1935 przeniesiony do Korpusu Ochrony Pogranicza. Od stycznia 1938 do czasu mobilizacji w 1939 był dowódcą kompanii granicznej KOP „Malinów” w składzie batalionu KOP „Dederkały” .
Po wybuchu II wojny światowej 1939 i kampanii wrześniowej został oficerem Polskich Sił Zbrojnych. W stopniu majora pełnił stanowisko zastępcy dowódcy 5 batalionu Strzelców Karpackich. Poległ 22 maja 1944 pod Piedimonte. Został pochowany na Polskim Cmentarzu Wojennym na Monte Cassino (ekshumowany).

## Ordery i odznaczenia
- Krzyż Srebrny Orderu Virtuti Militari[13] nr 10024[14]
- Krzyż Walecznych
- Srebrny Krzyż Zasługi (19 marca 1931)[15]
- Krzyż Zasługi Wojsk Litwy Środkowej